# Manoir de la Louverie
Le manoir de la Louverie ou château de Bel-Air est un monument historique situé au Crouais en Bretagne, France. Le bâtiment actuel date du XVIIe siècle.

## Localisation
Il se trouve à l'est du département, entre Le Crouais et Saint-Méen-le-Grand.

## Historique
Il est inscrit au titre des monuments historiques depuis le 9 novembre 2005.

## Sources
- Paul Banéat et Henri Queffélec, Le Département d'Ille-et-Vilaine: histoire, archéologie, monuments..., vol. 1, éd. Guénégaud, 1973, p. 463